# 神岡町立寺林小学校
神岡町立寺林小学校 （かみおかちょうりつ てらばやししょうがっこう）は、かつて岐阜県吉城郡神岡町（現・飛騨市）に存在した公立小学校。

## 概要
- 旧・吉城郡袖川村の小学校であった。1963年神岡西小学校に統合され廃校。

## 沿革
- 1874年（明治7年） - 寺林学校が開校。校区は堀之内村、寺林村。若宮八幡神社[注釈 2]を仮校舎とする。
- 1875年（明治8年）7月1日 - 高原郷が下高原郷と上高原郷（後の上宝村域、現高山市上宝町・奥飛騨温泉郷に相当）とに分立。そのうち下高原郷49か村が合併し神岡村が成立。
- 1885年（明治18年） - 新築移転。
- 1889年（明治22年）7月1日 -
  - 神岡村が分割され、巣山・柏原・大笠・山田・西・伏方・堀之内・寺林・梨ヶ根で袖川村が発足。寺林小学校は袖川村の学校となる。
  - 梨ヶ根が校区に加わる
- 1908年（明治41年） - 寺林尋常小学校に改称する。
- 1925年（大正14年） - 寺林尋常高等小学校に改称する。
- 1941年（昭和16年）4月1日 - 寺林国民学校に改称する。
- 1947年（昭和22年）4月1日 - 袖川村立寺林小学校に改称する。
- 1950年（昭和25年）6月10日 - 船津町、阿曽布村、袖川村が合併し、神岡町が発足。同時に神岡町立寺林小学校に改称する。
- 1954年（昭和29年） - 梨ヶ根が神岡町立神岡東小学校校区に移る。
- 1963年（昭和38年）3月 - 神岡町立神岡西小学校に統合され廃校。